# Ratolí de sarrions del desert de Mèxic
El ratolí de sarrions del desert de Mèxic (Chaetodipus arenarius) és una espècie de mamífer rosegador de la família dels heteròmids. És endèmic de la Baixa Califòrnia (Mèxic). És una presa de l'òliba. Els seus hàbitats naturals són les zones sorrenques d'una regió extremament àrida amb poca vegetació, on prefereix les planes. És una espècie en risc mínim, és a dir, no sembla que hi hagi cap amenaça significativa per a la seva supervivència.